# 加藤謙一
加藤 謙一（かとう けんいち、1896年〈明治29年〉5月28日 - 1975年〈昭和50年〉6月30日）は、昭和期の雑誌編集者。戦前は大日本雄辯會講談社『少年倶楽部』の編集長を務め、戦後は独力で起こした学童社から『漫画少年』を編集・刊行し、多くの漫画家を世に送り出した。国立公文書館館長の加藤丈夫は四男。

## 経歴
1896年、青森県弘前市に生まれる。旧制弘前中学校（現・青森県立弘前高等学校）卒業後、学費の不要な陸軍経理学校への進学を目指し、学科試験は合格したものの体格試験に扁平足という理由で不合格となり、やむなく弘前市立三省尋常小学校で代用教員となる。小学校長の薦めで、当時の青森師範学校（現在の弘前大学教育学部）の二部（夜間部）に1916年に入学。翌年卒業して正教員の資格を取得し、弘前市立富田尋常小学校（現・弘前市立大成小学校）で再び教職に就く。加藤は着任当初、外部の児童向け雑誌を購読して読ませてみたが児童は関心を示さず、自ら『なかよし』と題した雑誌を謄写版印刷で作成したところ、好評を得た。これを契機に加藤は「日本中の子どもに向けた雑誌を作りたい」という志望を抱き、1918年、児童雑誌の編集者を志して上京した。しかし師範学校卒業の加藤を編集者として採用する企業はなく、やむなく再び東京市立千駄木尋常小学校（現・文京区立千駄木小学校）で代用教員になって糊口をしのいだ。
1921年、大日本雄辯會講談社（現・講談社）は大卒でなくても採用するという話を聞き、入社を求めて交渉する。講談社は加藤に「何故雑誌記者たらんとするか」という作文の提出を求め、提出後の4月18日に採用された。当初は『現代』という雑誌（戦後の『月刊現代』とは別）の編集部で雑用をしていたが、加藤が作成した会議用の謄写版による報告書を見た社長の野間清治が抜擢する形で、『少年倶楽部』10月号から編集長として雑誌を作ることになった。
加藤の就任当時、『少年倶楽部』の発行部数は約2万8千部で、実業之日本社刊行の『日本少年』の約20万部に大差を付けられていた。しかも1925年2月、高い人気を誇っていた挿絵画家の高畠華宵に画料の引き下げを申し込んだところ、寄稿取りやめという対応を受け、部数をさらに減らしてしまう。意気消沈する加藤に、社長の野間清治は「雑誌は活字で売るんだ。いい読み物で売るんだ」とよい作家を捜して作品を掲載することをアドバイスし、加藤はそれに応じて同郷でもある佐藤紅緑を説得、少年小説『あゝ玉杯に花うけて』の連載にこぎ着けた。この連載により部数は飛躍的に伸張した。その佐藤から「もっと漫画を載せたらどうか。漫画は家中みんなで読めるし、なにより誌面が明るくなるからね」というアドバイスを受けて田河水泡の『のらくろ』の連載を開始、これも大ヒットして不動の地位を築いた。さらに中村星果作図による工作付録や、編集部を読者に紹介する「久平新聞」というコーナーの新設や読者投稿欄の大幅な企画刷新といったアイディアも盛り込んで、『少年倶楽部』を60万部を超える人気雑誌に育て上げ、名編集長とうたわれた。
1932年5月号を最後に加藤は『少年倶楽部』編集長を退き、新たに企画室長という役職に就く。この企画室は、新雑誌の創刊を使命としていたが、加藤はここでそれまで講談社が目を向けていなかった未就学児童をターゲットとした『講談社の絵本』の企画を発案し、1936年12月に創刊にこぎ着ける。当初は従来の絵本よりも割高な価格設定などから売れ行きは芳しくなかったが、やがて一流の画家・作家を起用した作りに評価は高まり、これも『少年倶楽部』に続くヒットとなった。
太平洋戦争中は編集の実務から離れ、対外部長、編集局長、総務局長などを歴任。1945年1月に講談社取締役に昇進した。
しかし太平洋戦争後の1948年1月、連合軍最高司令官総司令部（GHQ）による公職追放で指名された。追放に指定される可能性を察知して公表の前に講談社を辞職した。加藤はまず、旧知の人物が創刊した雑誌の編集者に拾われ、『野球少年』（尚文館）と改題してプロ野球を取り込み、人気を博した。だが、それに飽きたらず1947年10月に独力で学童社を設立し（公職追放者に指定されていたので名義上は妻を会社の経営者とした）、1947年に新たな雑誌『漫画少年』を創刊して自らその編集長となった。
『漫画少年』では手塚治虫の長編漫画『ジャングル大帝』の連載を掲載、また一時期長谷川町子の『サザエさん』も掲載していた。加藤は読者投稿にも力を注ぎ、漫画家志望者の作品掲載にページを割いた。その中から戦後を代表する多くの漫画家が誕生した（詳しくは『漫画少年』の項を参照）。この間、1950年10月に加藤は公職追放を解除され、1951年には正式に学童社の社長に就任した。しかし、『漫画少年』は付録などを増やした他の雑誌と十分に対抗できず、加藤は編集よりも金策に追われた。そんな加藤を野間省一が口説き、1952年9月に古巣の講談社に顧問として復帰、翌年には次男に学童社の社長を譲り、『漫画少年』の刊行・編集からは身を引くこととなった。その後、他の雑誌との競争に敗れた『漫画少年』は1955年に休刊した。
1975年6月30日、死去。

## 著作
- 『少年倶楽部時代 編集長の回想』講談社、1968年
- 『加藤謙一日記抄』加藤美紗子、1987年

### 編纂
- 『少年倶楽部名作選』講談社、1966年
- 『佐藤紅緑全集』（上・下）講談社、1967年
- 『少年倶楽部名作選 絵画編』講談社、1967年
- 『少年倶楽部名作選 別巻』講談社、1967年
- 『少年倶楽部名作選 面白づくし・知恵くらべ珠玉全集』講談社、1968年
- 『少年倶楽部名作選 熱血痛快小説集』講談社、1969年
- 『少年倶楽部名作選』（少年倶楽部文庫）講談社、1975年

## テレビドラマ
- 日本テレビの番組「未来創造堂」において「手塚治虫を育てた男、加藤謙一」（2007年1月25日放送回）。※ 学童社時代の加藤と手塚の出会いと漫画少年の手塚の「ジャングル大帝」連載の様子を中心とした俳優による再現ドラマであり、当時の状況の再現には加藤丈夫著の『「漫画少年」物語』を参考としてダイジェスト化したもの．